# Edwin Anderson
Edwin Lamont Anderson, błędnie zapisywany także jako Edward Andersson (ur. 26 listopada 1886 w Eutaw, zm. 30 stycznia 1943 w Atlancie) – amerykański strzelec, olimpijczyk.
W 1912 roku był kapitanem w amerykańskiej armii. 
Anderson wystąpił na Letnich Igrzyskach Olimpijskich 1912 w dwóch konkurencjach. Zajął 23. miejsce w karabinie małokalibrowym w dowolnej postawie z 50 m, zaś w wersji ze znikającą tarczą z 25 m ukończył zawody na 16. pozycji.

## Wyniki

### Igrzyska olimpijskie
| Igrzyska       | Konkurencja                                   | Wynik    | Miejsce | Źródło |
| -------------- | --------------------------------------------- | -------- | ------- | ------ |
| Sztokholm 1912 | Karabin małokalibrowy, dowolna postawa, 50 m  | 185 pkt. | 23      | [ 1 ]  |
| Sztokholm 1912 | Karabin małokalibrowy, znikająca tarcza, 25 m | 208 pkt. | 16      | [ 2 ]  |